# Prasophyllum parviflorum
Prasophyllum parviflorum är en orkidéart som först beskrevs av Richard Sanders Rogers, och fick sitt nu gällande namn av William Henry Nicholls. Prasophyllum parviflorum ingår i släktet Prasophyllum och familjen orkidéer.
Artens utbredningsområde är Victoria i Australien. Inga underarter finns listade i Catalogue of Life.